# 國立臺灣大學籃球隊
國立臺灣大學籃球隊（NTU Owls Basketball Team）是代表國立臺灣大學的大學籃球隊，目前屬於大專籃球聯賽公開組男二級以及女二級。
臺大男籃在109學年度公開組男二級擊敗國立臺北商業大學後晉級四強，為UBA史上首支沒有體保生的球隊，臺大男籃在110學年度公開組男一級擊敗中原大學奪得隊史第二勝。至於臺大女籃在105學年度公開組女二級冠軍賽擊敗已經確定明年升上公開一級成功大學奪冠，之後台大女籃從106學年度起都在公開一級，也在108學年度首次晉級6強，直到昨天末役輸地主美和科大，確定無緣前10，下季得降二級，也中斷106學年起連7季打一級。

## 歷年戰績

### 公開男二級
| 學年度 | 戰績                             | 結果                      | 最有價值球員 | 來源  |
| ------ | -------------------------------- | ------------------------- | ------------ | ----- |
| 108    | 預賽7勝0敗 複賽4勝0敗 決賽1勝1敗 | 未晉級                    | 不適用       | [ 4 ] |
| 109    | 預賽6勝1敗 複賽5勝1敗 決賽3勝1敗 | 第三名 （晉級公開男一級） | 不適用       |       |
| 111    | 預賽3勝0敗 複賽4勝3敗            | 未晉級                    | 不適用       |       |
| 112    | 預賽4勝4敗 複賽4勝2敗 決賽0勝1敗 | 第九名                    | 不適用       |       |
| 113    | 預賽4勝3敗 複賽5勝2敗 決賽3勝2敗 | 第四名 （晉級公開男一級） | 不適用       |       |

### 公開男一級
| 學年度 | 戰績        | 結果                        | 最有價值球員 | 來源 |
| ------ | ----------- | --------------------------- | ------------ | ---- |
| 110    | 預賽2勝12敗 | 第十三名 （降到公開男二級） | 不適用       |      |

## 球員個人獎項
- 葉依婷獲得107、108學年度阻攻后
- 邵雨獲得109學年度阻攻后
- 溫品淳獲得110、111學年度阻攻后
- 吳瑋茹獲得111學年度得分后